# Eusebio Díaz
Eusebio Díaz (21 maggio 1898 – 1959) è stato un calciatore paraguaiano, di ruolo centrocampista.

## Biografia
Partecipò con il Paraguay al mondiale di calcio del 1930, in cui giocò due partite.